# Abklopfhammer

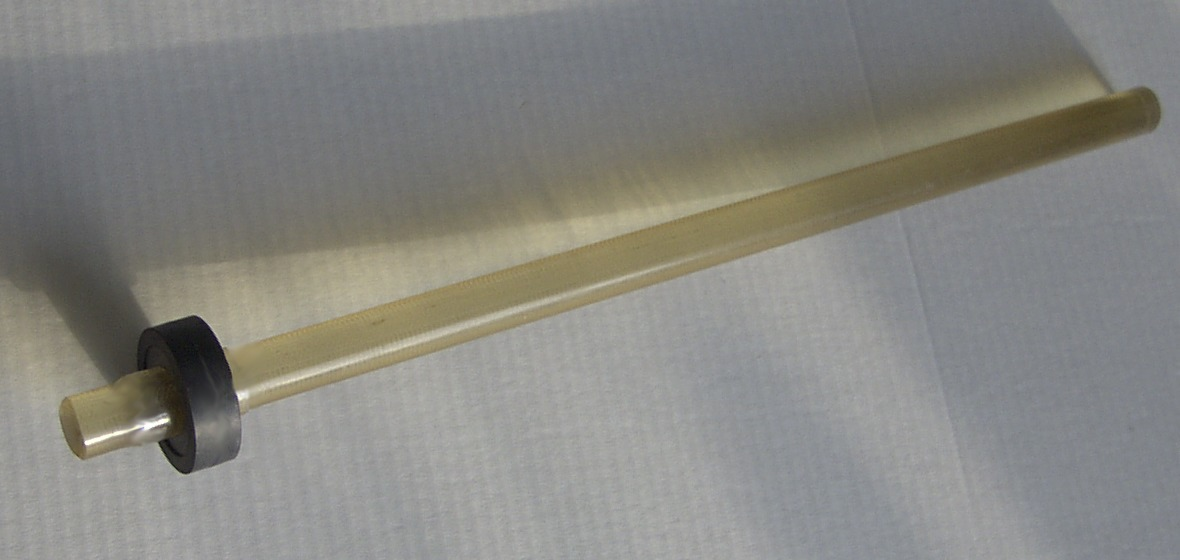
Abklopfhammer

Der Abklopfhammer ist ein hammerähnliches Werkzeug und dient dem Auffinden von mechanischen Defekten in Elektronenröhren sowie Wackelkontakten und Kaltlötstellen in elektronischen Baugruppen.
Dieses Werkzeug besitzt als Kopf ein weiches Gummiteil und – wegen der gewöhnlich lebensgefährlich hohen Spannungen in den damals verwendeten Röhrenschaltungen – einen Schaft aus Isolierstoff. Mit diesem Werkzeug kann man z. B. sachte die fragliche Röhre abklopfen, um sie auf etwaige Defekte zu untersuchen. Auf diese Weise können interne Kurzschlüsse zwischen zwei Elektroden („Spratzer“) oder Wackelkontakte (meist durch gebrochene Schweißverbindungen) entdeckt werden. Wurde eine defekte Röhre gefunden, tauschte der Servicetechniker sie durch eine neue aus dem früher ebenfalls unerlässlichen „Röhrenkoffer“ aus.
Da Elektronenröhren nur noch selten eingesetzt werden, verlor dieses früher unerlässliche Werkzeug an Bedeutung. Im Fachhandel ist es jedoch immer noch zusammen mit anderen Werkzeugen in Werkzeugsortimenten (oder auch einzeln) erhältlich. Im Hobbybereich wird als günstiger Ersatz häufig ein Holzbleistift oder ein Schraubendreher eingesetzt, wobei bei letzterem dieser an der Klinge angefasst und mit dem Griff auf die Röhre geklopft wird.